# Daniel Mainwaring
Daniel Mainwaring (Oakland, 22 luglio 1902 – Los Angeles, 31 gennaio 1977) è stato uno scrittore e sceneggiatore statunitense.

## Biografia
Iniziò la sua carriera professionale come giornalista per il "San Francisco Chronicle" ed ebbe una carriera di successo come romanziere. Il suo primo romanzo, One Against the Earth, pubblicato nel 1932, narra di un giovane uomo nato in un ranch della California che diventa un vagabondo e infine è ingiustamente accusato di attaccare un bambino.
Infine intraprese la carriera di sceneggiatore. Firmò, con lo pseudonimo Geoffrey Homes, sceneggiature di film quali L'invasione degli ultracorpi, Le catene della colpa e La città del vizio, nonché della serie televisiva Mannix. Nel 1960 venne assunto dal regista George Pal per scrivere la sceneggiatura per la Metro-Goldwyn-Mayer del film Atlantide, il continente perduto, distribuito nel 1961. Basò la sua sceneggiatura su un dramma di Gerald Hargreaves, pubblicato nel 1945. 

## Opere
- Le catene della colpa (Build My Gallows High, 1946 - scritto con lo pseudonimo di Geoffrey Homes), I Gialli Mondadori N. 2265, 1992 traduzione di Mariapaola Dettore
- Il passato non muore mai, Mattioli 1885 - Fidenza, 2009 traduzione di Francesca Pratesi ISBN 978-88-6261-047-6